# Benjamin Contee
Benjamin Contee (ur. 1755, zm. 30 listopada 1815) – amerykański polityk.
W latach 1789–1791 podczas pierwszej kadencji Kongresu Stanów Zjednoczonych był przedstawicielem trzeciego okręgu wyborczego w stanie Maryland w Izbie Reprezentantów Stanów Zjednoczonych.
Był wujkiem Alexandra Contee Hansona, senatora z Maryland.